# Forever (Scooter-album)
A Scooter Forever a Scooter tizenkilencedik nagylemeze, mely 2017. szeptember 1-jén jelent meg. Kétlemezes normál kiadásban, valamint limitált Deluxe Box változatban is kiadásra került (ennek a csomagnak a része egy sál és három matrica), illetve dupla bakeliten. Az album szakított az elmúlt lemezek gyakorlatával, és visszatért a korábban jól teljesítő jumpstyle és hardstyle hangzáshoz.

## Áttekintés
Amennyiben az 1993-as Vallée de Larmes kiadásától számítjuk, úgy a Scooter 2018-ban ünnepeli 25. születésnapját. Már 2016 végén bejelentették, hogy "100% Scooter – 25 Years Wild & Wicked Tour" címmel turnéra indulnak ebben az évben, amely később kiegészült pár 2017-es időponttal is.
A nagyobb turnék mindig lemezmegjelenésekkel köthetőek össze, így volt ez most is. 2017 májusában megjelent a jumpstyle korszakot visszaidéző Bora! Bora! Bora!, és ekkor jelentették be, hogy augusztus 25-én új lemez várható, Forever címmel. A megjelenést később eltolták egy héttel, így végül szeptember 1. lett a végső dátum. Eredetileg is arról volt szó, hogy egy duplalemezes kiadvány lesz, a második CD tartalmáról sejtelmesen csak annyit mondtak, hogy régi klasszikusok feldolgozásai lesznek rajta. Erről sokan azt feltételezték, hogy hátha Scooter-számok átdolgozásai lesznek, csak augusztus 17-én, a hivatalos album minimix megjelenésekor derült ki, hogy H.P. Baxxter kedvenc kilencvenes évekbeli rave és techno számainak átiratai lesznek hallhatóak.
Néhány nappal az album megjelenése előtt derült ki, hogy szándékosan félrevezették a rajongókat, nehogy kiderüljön, mi lesz a következő kislemez. A negyedik szám eleinte mint "ID" volt ismert, és csak egy pár másodperces, semmitmondó részlet került be belőle a minimixbe. Csak utóbb derült ki, hogy a valódi címe "My Gabber", és a holland Jebroer "Me Gabber" című számának egy az egyben történő feldolgozása és angolra való fordítása.
A borító egyszerű fehér alapon fekete megafon, nagyon hasonlóan, mint az 1999-es "Back To The Heavyweight Jam" albumon. Ezt a CD-kiadáson annyival egészítették ki, hogy a fekete megafon aranyozott színezést kapott. A CD-k felülete aranyozott,és visszatértek ahhoz a régi szokáshoz, hogy megtalálható rajtuk a megafon, ez az egyik lemezen fehér, a másikon fekete színű.

## A dalokról
Ezúttal is egy meglehetősen homogén anyagot állítottak össze, a különbség csak annyi, hogy a hangzásban már nem dominál a korábbi évek EDM és progresszív house vonala, hanem helyette visszatértek a 2000-es évek sikeresebbnek mondható jumpstyle és hardstyle vonalához. Phil Speiser másként oldotta meg a feladatot, mint annak idején Rick J. Jordan: annak ellenére, hogy rendkívül hasonlóak, a jumpstyle-szerzemények nem olyan hangzásúak, mint a Jumping All Over The World nagylemez idején, és a hardstyle beütésű dalok is inkább a The Fifth Chapter-en már hallható számokhoz idomulnak, nem az Under The Radar Over The Top dalaihoz.
A hagyományosnak mondható, fokozatosan felgyorsuló intro, a "Foreplay" után következik egy felvezetésnek tökéletes hardstyle-alapú "In Rave We Trust", melyet az elsőként megjelent kislemez, a "Bora! Bora! Bora!" követ, klasszikus jumpstyle felütéssel. A "My Gabber" nem saját szerzemény, a holland rapper, Jebroer "Me Gabber" című számának egy az egyben történő átvétele, lefordítva angolra a szöveget, gabberes-hardstyle-os hangzással. A "Wall of China (See The Light)" ismét egy hardstyle-szerű szerzemény, a "Shooting Stars (Move It To The Left)" viszont inkább jumpstyle, H.P. Baxxter pattogós vezényletével. Hasonlóképpen ilyen a "When I'm Raving", melyet az album címadó dala, a "Scooter Forever" követ. Ez is hardstyle-os alapokra épül, melynek lendületét a lassú éneklős középrész töri csak meg, szövege pedig az elmúlt évekre reflektál.
A következő két dal egy kicsit kakukktojás, mert az "As The Years Go By" inkább a progresszív house és az EDM felé közelít, H.P. hangjának szokatlan formájú eltorzításával, míg a "Wild and Wicked"-ben elektromos gitár és klasszikus acid basszus is helyet kapott. A "The Roof" ismét egy pattogós-csilingelős jumpstyle alapú dal, akárcsak a félig instrumentális "Kiss Goodnight". A "Kill The Cat" szintén nem teljesen saját szerzemény, hanem egy másik producerrel, Dave 202-vel közösen készült progresszív house dal. A lemez végére két feldolgozás maradt, a "sötét oldal" és a "fényes oldal" megtestesítőiként: a komorabb hangzású "The Darkside", és a "Can't Stop The Hardcore"-hoz hasonlóan humorosra vett Monthy Python-feldolgozás, az "Always Look On The Bright Side Of Life".
A második lemezen tíz klasszikus techno és rave szerzemény hallható a Scooter által újragondolva. Ezekről általánosan jellemző, hogy amennyire csak lehet, próbáltak hűek maradni az eredetihez, de az újabb kori Scooter-hangzást ezek is teljes egészében megkapták, így sajátos végeredmény kerekedett.

## Számok listája

### CD1 – Scooter Forever
| CD # | LP # | Cím                                    | Szerzők | Hossz |
| ---- | ---- | -------------------------------------- | --- | ----- |
| 1    | A1   | Foreplay                               | H.P. Baxxter, Phil Speiser, Michael Simon, Jens Thele                                                                          | 1:44  |
| 2    | A2   | In Rave We Trust                       | Ron Mael, Russel Graig | 3:15  |
| 3    | A3   | Bora! Bora! Bora!                      | Michele Chieregato, Roberto Turatti, Fiorenzo Zanotti, Thomas B. Hooker, H.P. Baxxter, Phil Speiser, Michael Simon, Jens Thele | 3:12  |
| 4    | A4   | My Gabber (Scooter & Jebroer)          | T. Kimman, E. van Proosdij, D. van Akkeren, H.P. Baxxter, Phil Speiser, Michael Simon, Jens Thele                              | 2:53  |
| 5    | B1   | Wall of China (See The Light)          | Mark Brady, Andre Bruinewoud, Brian Stuart Connor, Robert Alan Grice, Mandy Keen, Darren James Mew                             | 4:08  |
| 6    | B2   | Shooting Stars (Move It To The Left)   | H.P. Baxxter, Phil Speiser, Michael Simon, Jens Thele, David Stolzenberg                                                       | 3:44  |
| 7    | B3   | When I'm Raving                        | H.P. Baxxter, Phil Speiser, Michael Simon, Jens Thele, Emma Rosen                                                              | 3:10  |
| 8    | C1   | Scooter Forever                        | H.P. Baxxter, Phil Speiser, Michael Simon, Jens Thele, Emma Rosen                                                              | 3:21  |
| 9    | C2   | As The Years Go By                     | Peter Hans Goesta Groenval, Marianne Elisabeth Groenvall                                                                       | 2:57  |
| 10   | C3   | Wild and Wicked                        | H.P. Baxxter, Phil Speiser, Michael Simon, Jens Thele                                                                          | 2:58  |
| 11   | C4   | The Roof                               | Kenny Young, H.P. Baxxter, Phil Speiser, Michael Simon, Jens Thele                                                             | 3:21  |
| 12   | D1   | Kiss Goodnight                         | Alexander Gerlach, Tomasz Kuklicz, Kai Paul, Nicole Scherice White, H.P. Baxxter, Phil Speiser, Michael Simon, Jens Thele      | 3:59  |
| 13   | D2   | Kill The Cat (Scooter & Dave202)       | Davide Tropeano, Michel Lüchinger, Maurizio Colella, H.P. Baxxter, Phil Speiser, Michael Simon, Jens Thele                     | 3:31  |
| 14   | D3   | The Darkside                           | Cengiz Oezmaden, Frank Kuchinke                                                                                                | 2:53  |
| 15   | D4   | Always Look On The Bright Side Of Life | Eric Idle | 2:18  |

### CD2 – Selected Rave Classics Reworked By Scooter
Az LP-kiadás csak az eredeti albumot tartalmazza bakeliten, ahhoz a 2-es CD-t ajándékba mellékelték. A 2024-es újrakiadásról szerzői jogi okok miatt hiányzik a "Universal Nation" a "The First Rebirth" ls a "The House of House".
| #  | Cím                | Eredeti előadó         | Szerző                                        | Hossz |
| -- | ------------------ | ---------------------- | --------------------------------------------- | ----- |
| 1  | Universal Nation   | Push                   | M.I.K.E.                                      | 4:30  |
| 2  | Symmetry C         | Brainchild             | A.C. Boutsen                                  | 3:39  |
| 3  | Unfuture           | Sonic Infusion         | Pascal F.E.O.S.                               | 3:13  |
| 4  | The First Rebirth  | Jones & Stephenson     | Frank Sels, Axel Stephenson                   | 4:08  |
| 5  | Sacred Circles     | Peter Lazonby          | Peter James Lazonby                           | 3:21  |
| 6  | Burning Phibes     | Infrequent Oscillation | Jürgen Driessen                               | 3:44  |
| 7  | Lost In Love       | Legend B               | Peter Blase, Jens Ahrens                      | 3:32  |
| 8  | The House of House | Cherrymoon Trax        | Yves Deruyter, Axel Stephenson, Franky Kloeck | 3:53  |
| 9  | Lost In Space      | Space Frog             | Cet Merlin                                    | 3:56  |
| 10 | Tales of Mystery   | DJ Tom & Norman        | Thomas Wedel, Norman Feller, Legado           | 3:19  |

## Kritikák
A Critter Jams szerint az album változatos, és sok tekintetben visszatekintés a korábbi sikeres korszakaikra. Szerintük a Scooter végül is elfogadta azt, hogy a rave-korszak korosodó helytartói, és nem kell mindenáron ragaszkodniuk a trendekhez. A második CD feldolgozásait is pozitív kritikával illették, főként azért, mert teljes értékű feldolgozásokról van szó.
A Random Access kritikája szerint a lemez az újabb Scooter-albumok között a legjobb, mert meg merték lépni azt, hogy nem csinálják ugyanabban a stílusban, mint addig.

## Feldolgozások, sample-átvételek
- In Rave We Trust: Sparks – Amateur Hour
- Bora! Bora! Bora!: Den Harrow – Catch The Fox, Sven-R-G – Goin' Crazy
- My Gabber: Jebroer – Me Gabber
- As The Years Go By: Danna Winner-Ein Lied Für Diese Welt
- Wall of China (See The Light): Paradise – See The Light
- The Roof: Fox – Only You Can
- Kiss Goodnight: Lexy & K-Paul – Let's Play
- The Darkside: Hypetraxx – The Darkside
- Always Look On The Bright Side Of Life: Monty Python – Always Look On The Bright Side Of Life

## Közreműködtek
- H.P. Baxxter a.k.a. "MC Ganggang Bangbang"
- Phil Speiser
- Michael Simon
- Jens Thele
- Jebroer (My Gabber)
- David Stolzenberg (Shooting Stars ének)
- Emma Rosen (When I'm Raving, Scooter Forever ének)
- Detlef Borchard (Wild and Wicked gitár)
- Dave202 (Kill The Cat)
- Robert Grischek (borítófotók)
- Tobias Trettin, Martin Weiland (albumborító-terv)

## Videóklipek
- A Bora! Bora! Bora! klip a 2007-2008-as videóklipjeikhez hasonlóan meglehetősen egyszerű lett. Többnyire H.P. Baxxtert mutatja a kamera, a másik két tag csak mutatóba bukkan fel. Rajtuk kívül szerepet kaptak benne táncoslányok, illetve a pár év kihagyás után visszatérő jumpstyletáncosok (ezúttal azonban nem a Sheffield Jumpers). Kisebb, de mókás szerepet kapott benne egy két lábon ágaskodó és táncoló kiskutya is.
- A "My Gabber" klipje sok szempontból hasonlít a Jebroer-féle verzióra. Japánban játszódik, a klip elején ki is írják a közreműködők és a klip címét japánul. Két barátot követ végig a videóklip, akik szeretik a száguldást és a gyors autókat, de a videó végén tragédia éri őket, és belerohannak oldalról egy vonatba. Ez a Scooter első 4K felbontásban készült klipje. Érdekesség, hogy a második barát a videó elején a "How Much Is The Fish?" klipjét nézi laptopon.

## Érdekességek
- A "Bora! Bora! Bora!" helyet kapott a "Future Trance 81" című kiadványon is. Az album bookletje szerint a dal elkészítéséhez az inspirációt egy bizonyos Alex "Bora" Malek adta.
- Az albumon két dalban is éneklő Emma Rosen nem más, mint Phil Speiser barátnője.
- Az "As The Years Go By" tartalmaz egy újabb KLF-utalást, a "Don't take five, take what you want" kifejezés képében.
- A "Wild and Wicked" nemcsak az albumhoz kapcsolódó turné neve, hanem egy idézet a "C'est Bleu" című 2011-es számukból.
- Négy számot: "In Rave We Trust","Wild and Wicked", "Kiss Goodnight", és "Universal Nation" már játszottak 2017 nyarán egy medley-be dolgozva.
- A "The House of House" című számot egyszer már feldolgozták, az "I'll Put You On The Guest List" című számukban, a "Back To The Heavyweight Jam" albumon.

## Helyezések

### Nagylemez
| Ország és lista           | Helyezés |
| ------------------------- | -------- |
| Németország               | 6        |
| Magyarország              | 4        |
| Svájc                     | 32       |
| Egyesült Államok (iTunes) | 38       |
| Egyesült Királyság        | 54       |
| Franciaország             | 69       |
| Ausztrália (iTunes)       | 153      |

### Kislemezek
| Év   | Kislemez                        | Németország | Magyarország | Svájc | Ausztria | Hollandia | Oroszország | Finnország | Dánia | Litvánia |
| ---- | ------------------------------- | ----------- | ------------ | ----- | -------- | --------- | ----------- | ---------- | ----- | -------- |
| 2017 | Bora! Bora! Bora!               | 21          | 7            | 22    | 66       | -         | 29          | 16         | 18    | 23       |
| 2017 | My Gabber                       | 20          | -            | -     | 19       | 8         | -           | -          | 12    | -        |
| 2017 | In Rave We Trust – Amateur Hour |             | 37           |       |          |           |             |            |       |          |